# برکةالعوامر
برکه العوامر یک منطقهٔ مسکونی در قطر است که در شهرداری الوکره واقع شده‌است.